# Universitat DePaul
La Universitat DePaul és una institució privada de postgrau i recerca situada a Chicago, Illinois, Estats Units. Fundada per la Congregació de la Missió l'any 1898, la universitat deu el seu nom al sacerdot francès Sant Vicenç de Paül del segle XVII. La Universitat DePaul té dos campus, tots dos situats a la ciutat de Chicago: un a la zona de Lincoln Park i l'altre a l'àrea financera de Loop.
Aproximadament 22.437 estudiants hi van estar matriculats el 2019. "DePaul" és la universitat catòlica més gran dels Estats Units, una de les deu universitats privades més grans dels Estats Units i la universitat privada més gran de l'estat d'Illinois. Seguint els passos dels seus fundadors, DePaul posa especial èmfasi en la contractació d'estudiants de primera generació i altres d'entorns desfavorits.

## Presentació
A partir del 2020, la universitat compta amb aproximadament 14,500 estudiants de grau i aproximadament 7,900 estudiants de grau. Segons el lloc web oficial de la Divisió d'Afers Estudiants, aproximadament el 90% dels estudiants de DePaul es desplacen o viuen fora del campus. El cos d'estudiants representa una àmplia gamma de religions, orígens ètnics i geogràfics, incloent més de 60 països estrangers.
El 2019, "The Princeton Review" va classificar la Universitat DePaul entre les millors de tota la regió del Oest Mitjà. El 2020, segons la revista "U.S. News & World Report", la Universitat DePaul va ocupar el lloc 127 entre les millors universitats americanes. Les escoles es classifiquen en funció del seu rendiment a través d'un conjunt d'indicadors d'excel·lència àmpliament acceptats.
Els equips esportius interuniversitaris de DePaul, coneguts com els "DePaul Blue Demons", competeixen a la "Big East Conference". L'equip de bàsquet masculí DePaul ha jugat en 18 tornejos de la National Collegiate Athletic Association (NCAA) i ha participat en dues finals a quatre. El 2019, l'equip de softbol DePaul va guanyar el seu tercer títol consecutiu del "Big East Tournament" i la 21a aparició al Torneig de la NCAA a la història del programa amb l'entrenadora Tracie Adix-Zins.
Després d'utilitzar l'"Allstate Arena", l'equip de bàsquet DePaul Blue Demons de la Universitat DePaul va obrir el "Wintrust Arena" l'octubre de 2017. El pavelló té una capacitat de 10.387 persones i és la pista local actual dels equips de bàsquet masculí i femení. La Universitat DePaul va compartir el cost de la construcció de l'estadi amb la ciutat de Chicago, amb contribucions de 82,5 milions de dòlars respectivament. L'assistència anual de l'arena prevista pels administradors era d'aproximadament 370.000 per a jocs i altres esdeveniments. Tanmateix, des d'agost de 2017 fins a maig de 2018, menys de 168.100 persones van assistir als esdeveniments a "Wintrust Arena".

## La institució

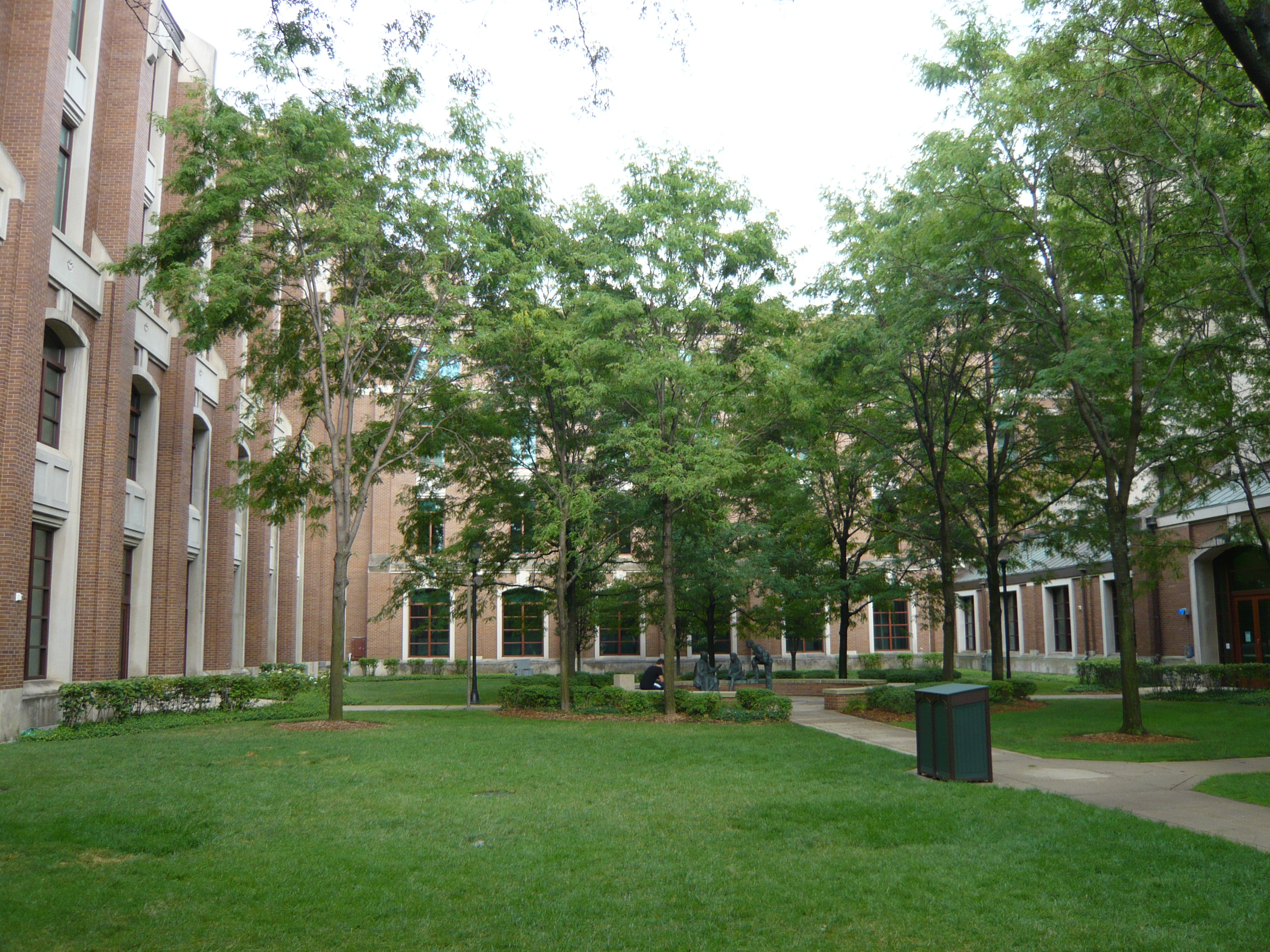
Jardí que voreja un edifici del campus de Lincoln Park.

Originalment anomenada St. Vincent College, la Universitat DePaul va ser fundada l'any 1898 per la Congregació de la Missió, coneguda com els Vicentians. Deixebles del sacerdot francès Sant Vicenç de Paül del segle XVII, van fundar la universitat per servir els fills catòlics dels nous immigrants. La matrícula d'estudiants va augmentar de 70 el 1898 a 200 el 1903 al campus del barri de Lincoln Park de Chicago.
Aquell any, James Edward Quigley, arquebisbe de Chicago, va anunciar la seva intenció d'establir un seminari preparatori, ara l'"Archbishop Quigley Preparatory Seminary", per a l'arxidiòcesi de Chicago i permetre al "Jessuit Saint Ignatius College", avui conegut com a Universitat Loyola de Chicago, traslladar els seus programes universitaris, al barri de Rogers Park, amenaçant la supervivència del St. Vincent College.

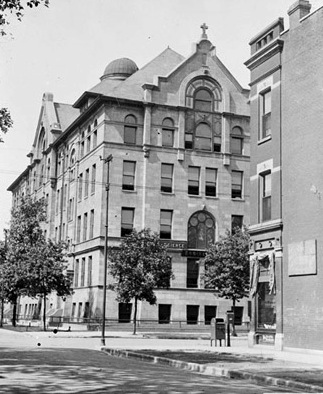
La universitat el 1911.

En resposta, Vincentians va ser rebatejat el 1907 com a Universitat DePaul, oferint expressament tots els seus programes d'estudi a homes i dones de tots els orígens religiosos. DePaul va començar a admetre dones el 1911 i va concedir títols a les seves primeres dones graduades el 1912. Va ser una de les primeres universitats catòliques a admetre estudiants femenines en un entorn co-educatiu.
DePaul va establir l'Escola de Música i la Facultat de Negocis, que es van convertir en una de les escoles de negocis més antigues del país. El 1914, la universitat va començar a oferir classes al campus de Loop, el precursor del segon campus de primària de DePaul. El 1915, l'"Illinois College of Law" va completar la seva afiliació universitària i es va convertir en DePaul University College of Law. Les inscripcions van ascendir a més de 1.100 alumnes nous.
Avui, la Universitat DePaul prioritza la pedagogia i ha estat reconeguda per la seva educació basada en experiència i serveis. DePaul té vuit col·legis i escoles. El "College of Commerce" es troba al centre de l'històric Loop de Chicago al 1 East Jackson Boulevard i és una de les deu escoles de negocis més antigues dels Estats Units.

## Campus
Els dos campus de la universitat es troben a Chicago: un a Lincoln Park i l'altre al districte financer de Loop. El campus de "Lincoln Park" acull els Col·legis d'Arts Liberals i Ciències Socials, Ciència i Salut i Educació. També és la seu de la DePaul University School of Music and Drama School (The Theatre School at DePaul University) i la Biblioteca T. Richardson.

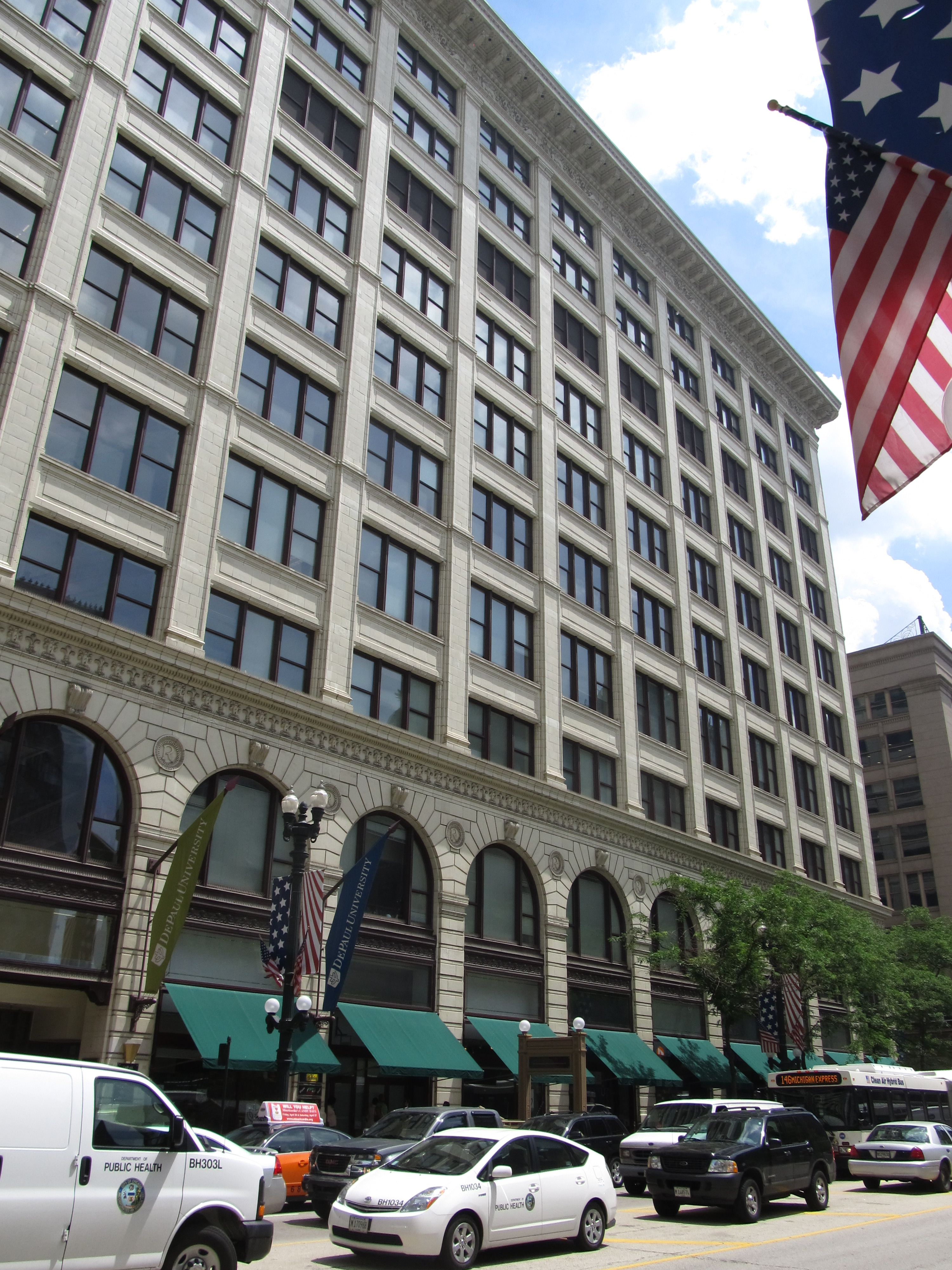
L'edifici del campus Loop.

El campus de Loop acull els Col·legis de Comunicació, el Col·legi d'Informàtica i Mitjans Digitals de la Universitat DePaul, el Col·legi de Dret de la Universitat de DePaul, així com l'Escola de Servei Públic i l'Escola per a Nou Aprenentatge. També acull la Kellstadt Graduate School of Business, que forma part de la Driehaus College of Business. També és la desena escola de negocis més antiga del país. El Loop Campus també acull la Biblioteca Loop, la Biblioteca de Dret i el Centre d'estudiants Barnes and Noble. DePaul es classifica entre "R2: Universitats doctorals – Activitat de recerca alta".

## Personalitats vinculades a la universitat (selecció)
Professors

- Eteri Andjaparidze
- Katja Andy
- Mary L. Boas
- Bobby Broom

| - William T. Cavanaugh - John Dominic Crossan - Susanna S. Epp - Emmanuel Chukwudi Eze - Norman Finkelstein - George Flynn - Tom Irwin | - Eugene Izotov - Eugene Jarvis - Jeanne LaDuke - Mary Alice McWhinnie - Robert Muczynski - Ayşe Şahin - Alexandre Tcherepnine |

Alumnes

| - Theoni V. Aldredge - Tom Amandes - Gillian Anderson - Irwin Bazelon - Todd Beamer - Tom Bosley - Terry Bozeman - Jerry Bresler - Anne Burke - Jane Byrne - P. J. Byrne - John Cabrera - Paula Cale - Hicham Chami - Monique Coleman - Brian Culbertson - Richard Daley - Richard M. Daley - Shanésia Davis-Williams - Orbert Davis - Dana DeLorenzo - Ann Dowd - Phil Foglio - Gloria Foster - Elene Gedevanishvili - Hailé Gerima - Richard Gilliland - Arthur Goldberg | - Bill Granger (écrivain) - Judy Greer - Sean Gunn - Graham Harman - Zach Helm - Linda Hunt - Veruca James - Stana Katic - Joe Keery - Mary Kenneth Keller - Alexander Koch (acteur) - Harvey Korman - Philip Kotler - KiKi Layne - Ramsey Lewis - Kelly Loeffler - Samuel Magad - Rudresh Mahanthappa - Karl Malden - Joe Mantegna - Ray Manzarek - Mary Alice McWhinnie - Thomas Moore (psychothérapeute) - Robert Muczynski - Michael Muhney - Jim O'Rourke (musicien) - Zak Orth | - Geraldine Page - Pidgeon Pagonis - Betsy Palmer - George Papadopoulos (conseiller) - George Perle - Amy Pietz - Phillip Ramey - Kwame Raoul - John C. Reilly - Leonard Roberts - Michael Rooker - Ashton Sanders - Will Schaefer - Casey Siemaszko - Nina Siemaszko - Samuel Skinner - Peter J. Stang - Leon Stein - Lili Taylor - Giorgio Tozzi - James Michael Ullman - Marjorie Vincent - Ted Wass (acteur) - Berel Wein - Pete Wentz - Earl Zindars - Adrian Zmed |